# 前439年
| 千纪： | 前1千纪 |
| 世纪： | 前6世纪 \| 前5世纪 \| 前4世纪 |
| 年代： | 前460年代 \| 前450年代 \| 前440年代 \| 前430年代 \| 前420年代 \| 前410年代 \| 前400年代                                                                         |
| 年份： | 前444年 \| 前443年 \| 前442年 \| 前441年 \| 前440年 \| 前439年 \| 前438年 \| 前437年 \| 前436年 \| 前435年 \| 前434年                                           |
| 纪年： | 周考王二年 魯悼公二十九年 齊宣公十七年 晋哀公十三年 趙襄子三十七年 秦躁公四年 楚惠王四十八年 宋昭公三十年 衛敬公二十六年 鄭共公十六年 燕成公十六年 越王朱勾九年 |

## 大事記
- 周考王嵬封其弟揭於王城（今洛陽王城公园），是為河南桓公，亦稱西周桓公。
- 楚惠王率领遇楚国大军攻打宋国，公输班负责造云梯，墨子前来劝阻。
- 波斯帝国援助萨摩斯，雅典军队历时九个月完成对萨摩斯的围攻，迫使萨摩斯投降。

## 逝世
- 燕成公（前455年—前439年在位，《史记》记载前449年—前434年在位）